# Essômes-sur-Marne
Essômes-sur-Marne é uma comuna francesa na região administrativa de Altos da França, no departamento de Aisne. Estende-se por uma área de 28,55 km². Em 2010 a comuna tinha 2 834 habitantes (densidade: 99,3 hab./km²).